# Francesc de Perellós
Francesc de Perellós fou un noble català del segle xiv, primer vescomte de Roda, senyor de Millars, castellà dels castells de Talteüll i Salses des del 1348.
Fill de Ramon I de Perellós, fou majordom i conseller reial; entre el 1354 i el 1355 anà a Sardenya, on Marià IV d'Arborea s'havia revoltat després de l'empitjorament progressiu de les relacions, acompanyant Bernat IV de Cabrera i participà en la batalla de Quart; tractà la pau amb Marià IV d'Arborea i fou procurador per a fer concòrdia amb Matteo Dòria, que es va concretar en la pau de Sanluri.
Diplomàtic a Sicília, amb el papa i Joan II de França, negocià el matrimoni de Lluís d'Anjou amb la infanta Joana, filla de Pere el Cerimoniós.
Com a almirall del rei de França durant la Guerra dels Cent Anys, al cap de nou galeres franceses armades per Bonanat Descoll i Guillem Morey a Barcelona, feu una expedició a Anglaterra, i va arribar a Sanlúcar de Barrameda a la recerca de vitualles, i estant la Corona d'Aragó en guerra contra la República de Gènova atacà dues naus genoveses, provocà la intervenció de Pere I de Castella, que va requerir Perellós perquè abandonés la seva presa; i com aquest no ho feia, es va queixar a Pere el Cerimoniós, qui tampoc no li va fer cas, i perseguí Perellós amb algunes galeres fins a Tavira, però no va poder atrapar-lo, i com a venjança va fer cremar les mercaderies dels catalans a Sevilla.
Acompanyà, el 1358, Elisabet de Mallorca a Itàlia, quan es casà amb Joan II de Montferrat, i realitzà nombroses missions diplomàtiques a França, Gènova, Castella i el papa entre el 1358 i el 1363.
Durant el procés contra el vescomte Bernat II de Cabrera, denuncià uns tractes secrets d'aquest amb Pere I de Castella i declarà que, per ordre de Cabrera, ell havia provocat les ires del rei el 1364. Tornà a França, d'on retornà amb les Companyies Blanques de Bertrand du Guesclin el 1365 que, per acord amb Pere el Cerimoniós, havien d'intervenir al servei d'aquest darrer i del seu aliat Enric de Trastàmara, pretendent al tron castellà, en la guerra contra Pere I de Castella.
En premi per haver fet una lliga amb el duc d'Anjou, fou nomenat vescomte de Roda el 1366. Almirall de Carles V de França, fou també procurador de l'infant per a tractar el 1369 el seu matrimoni amb Joana de Borbó.
Deixà vídua, no identificada; la seva primera muller havia estat Caterina, dama de la reina Constança de Mallorca. El seu fill Ramon de Perellós fou el segon vescomte de Roda. Tingué un altre fill, anomenat com ell Francesc de Perellós que fou castellà de Talteüll, majordom i conseller de l'infant Joan.